# Максимович Іван Петрович
Іван Петрович Максимович (25 серпня до 1670, Ніжин — 1 серпня 1732, Москва) — український державний та військовий діяч у добу Гетьманщини. Генеральний писар в уряді Гетьмана Пилипа Орлика.  
Також перекладач, бібліограф, редактор, лексикограф. Небіж митрополита Іоанна Максимовича (Тобольського). 

## Біографія
Народився у сім'ї значкового товариша Петра Васильківського, що був «в обороні Івана Мазепи» (п. 1711). 
Онук Максима Васильківського (Печерського) (п. між 1694 і 1698). Прапрадід Михайла Максимовича.
Вчився у Києво-Могилянській академії, яку закінчив на початку XVIII ст. Прийнятий військовим канцеляристом до Ніжинської полкової канцелярії, де на той час його дядько Дмитро Максимович займав посаду Полкового судді. Максимович також став довіреною особою Гетьмана Івана Мазепи. Виконував його доручення. 1704 року їздив до польського короля Авґуста II.

### На еміграції
Після поразки в Полтавській битві, Максимович разом із Гетьманом Іваном Мазепою емігрував. 1710 року обраний Генеральним писарем в уряді гетьмана П. Орлика. У 1710–11 роках разом з полковником Дмитром Горленком і генеральним суддею Климом Довгополим брав участь у переговорах з кримським ханом Девлет-Гіреєм, які завершилися укладенням союзного українсько-кримського договору, що мав на меті ліквідацію російської окупації України. 
У грудні 1711 року відправлений Гетьманом Пилипом Орликом з депутатською місією до Стамбула для укладення українсько-турецького союзу, але політична ситуація і плани шведського короля Карла XII змінилися, і тому українське посольство, опинившись в ізоляції, змушене було затриматися в Стамбулі на тривалий час. Московський очільник Петра Романова ("Перший"), дізнавшись про місію представників Пилипа Орлика, наказав викрасти їхніх найближчих родичів і відправити заручниками до Москви. Цей кримінальний злочин росіяни виконали у квітні 1712 року. Серед викрадених був і брат Максимовича — Степан Максимович. Цей терористичний акт Петра Романова змусив українських посланців шукати шляхів переговорів із Москвою. Звернувшись із проханням про посередництво до Патріарха Єрусалимського, на початку 1714 року вони отримали від російських послів амністію та дозвіл повернутися в Україну, куди вирушили у березні 1715 року. Однак їх обманули, бо на Гетьманщині їм жити не дали, а невдовзі депортували до Московщини. 
Життя в Москві для депортованих українців було тяжке: лише через кілька місяців Максимович почав отримувати гроші на харчування — по 10 копійок на день. 

### Наукова та літературна діяльність
У Москві, між іншим, мазепинець Іван Максимович захопився літературною діяльністю. 1718 року закінчив переклад книжки медитативних елегій брюссельського єзуїта Германа Ґюґо, 1587–1629) «Желания благоговейные», 1624); нині відомі чотири списки цього перекладу, які зберігаються в РНБ (СПб.) та в БРАН (СПб). Після цього перекладу Максимович почав працювати над великим латино-слов'яно-російським словником (1718–24). Максимович, як він сам говорить у передмові до словника, користувався також латинським словником Амброджо Калепіно (1435–1511). Праця Максимовича була величезною: це можна бачити як стосовно латинського реєстру, де Максимович не обмежився вищезгаданими джерелами і вніс нові слова та вирази, так і щодо перекладної слов'яно-російської частини, де лексикографічна обробка матеріалу супроводжується постійним вживанням нових синонімів. Максимович мав намір подарувати словник імператриці Катерині І на день її коронації (1724) в надії, що вона накаже надрукувати його «Лексикон». Але, на жаль, словник довго залишався в рукописі. Нині відомі два його примірники, які зберігаються в РНБ (СПб.) та в БРАН (СПб.) (в останньому передмова завершена і досконаліша, а в словниковій частині містяться доповнення). 1991 року перший примірник надруковано у факсимільному виданні О. Горбача (Рим, 1991). 
У 1722–26 роках Максимович працював справщиком Московської синодальної друкарні з оплатою 110 руб. на рік та виконував обов'язки бібліотекаря її книгосховища. 1722 року, за наказом імператора Петра І, йому разом зі справщиком Андрієм Івановим було доручено скласти каталог бібліотеки. Однак основну частину роботи перебрав на себе Максимович, який працював з великою відповідальністю та цілеспрямованістю. Праця над каталогом затяглася майже на 5 років. Закінчений «Каталог универсальный» зберігся у двох повних списках — у РГБ (М.) і в Науковій бібліотеці Казанського інституту. Одночасно Максимович займався редакторською роботою: у січні 1724 року разом з іншими справщиками він завершив звірку «Цветной Триоди» (К., 1723) з московським виданням (нині у РГИА, СПб.); після цього разом з Йосипом Кречетовським правив мову і стиль перекладу А. К. Барсова «Аполлодора граматика афинейскаго библиотеки, или О богах», виданого 1725 року. В цей саме час Максимович закінчував роботу над своїм словником.
1726 року викрито крадіжку зі скарбниці друкарні. І хоча ім'я Максимовича з кримінальною справою не пов'язувалося, на нього надійшов донос друкарського канцеляриста Кирила Афанасьєва, в якому Максимович звинувачувався у зраді через свою підтримку І. Мазепи. Його було визнано «неблагонадійним» і за наказом Синоду в грудні 1726 року усунено з посади в друкарні.
В останній період свого життя в Москві Максимович вивчав великий скарб арабських монет, знайдений 1707 року в Києві. У жовтні 1728 року (у двох списках вказано березень 1730) він переклав з латинської мови посібник з медицини «Ковчежец медицинский» (відомі чотири списки XVIII ст.); підпис «пребедный страдалец малороссиянин Йван Максимович» дуже виразно говорить про його настрій того часу. 
Наприкінці грудня 1730 року поширилася чутка, що Максимовичу дозволено повернутися в Україну. І хоча Максимович все життя до цього прагнув, навряд чи це йому вдалося здійснити.